# TuS Altwarmbüchen
Der TuS Altwarmbüchen (offiziell: Turn- und Sportverein Altwarmbüchen e.V. 1954, auch bekannt unter der Kurzbezeichnung TuS AWB) ist ein Sportverein aus Isernhagen in der Region Hannover. Die erste Handballmannschaft der Frauen nahm einmal am DHB-Pokal teil.

## Geschichte
Der Verein wurde im Jahre 1954 als reiner Fußballverein gegründet. Später kamen weitere Abteilungen hinzu. Neben Fußball und Handball bietet der Verein auch die Sportarten Leichtathletik, Tanzen, Tennis, Tischtennis, Turnen und Volleyball an. Der Verein hat etwa 1.500 Mitglieder.

### Handball
Im Jahre 2012 gelang der Mannschaft der Aufstieg in die Oberliga Niedersachsen. Dort wurde das Team Drittletzter und vermied den direkten Wiederabstieg aufgrund des freiwilligen Rückzugs des MTV Post Eintracht Celle. Am Saisonende qualifizierten sich die TuS-Handballerinnen für den DHB-Pokal. In der ersten Runde traf die Mannschaft auf den Zweitligisten TSV Nord Harrislee und verlor deutlich mit 13:45. Im Jahre 2014 stieg die Mannschaft in die Landesliga ab. Im Jahr 2024 gelang die Rückkehr in die Oberliga. Heimspielstätte ist die Sporthalle Helleweg.

### Fußball
Die Fußballer spielten jahrzehntelang lediglich auf Kreisebene, ehe im Jahre 1988 erstmals der Aufstieg in die Bezirksklasse gelang. Sechs Jahre später stieg die Mannschaft in die Bezirksliga auf. Im Jahre 2000 wurden die Altwarmbücher dort Vizemeister und schafften nach einem 2:1-Entscheidungsspielsieg über den SC Twistringen den Aufstieg in die Landesliga Hannover. Der Sprung in die zweithöchste Amateurliga Niedersachsens erwies sich jedoch als zu groß und der TuS musste nach einem Jahr wieder runter in die Bezirksliga.
Mit einem Punkt Rückstand auf den TuS Wettbergen wurden die Altwarmbücher im Jahre 2009 Vizemeister der Bezirksliga. Drei Jahre später stiegen die TuS-Fußballer in die Kreisliga ab, nachdem die Mannschaft in der Relegation am SV Obernkirchen scheiterte. Seit dem Wiederaufstieg im Jahre 2014 spielte die Mannschaft in der Bezirksliga, bevor es zwei Jahre später wieder runter in die Kreisliga ging. Der TuS Altwarmbüchen ist ein Partnerverein des Proficlubs Hannover 96.

## Persönlichkeiten
- André Breitenreiter
- Siegfried Bronnert
- Sofien Chahed
- Bastian Schulz